# Sinocyclocheilus wumengshanensis
Sinocyclocheilus wumengshanensis és una espècie de peix cipriniforme de la família dels ciprínids.

## Morfologia
Els mascles poden assolir els 12,8 cm de longitud total.

## Distribució geogràfica
Es troba a Yunnan (Xina).